# Leon Gabalas
Leon Gabalas (gr. Λέων Γαβαλᾶς, zm. ok. 1240) – arystokrata bizantyński, władca Rodos w latach ok. 1204 – ok. 1240.

## Życiorys
Był posiadaczem dóbr na Krecie. Na początku XIII wieku zarządzał wyspą Rodos jako gubernator bizantyński. Po zdobyciu Konstantynopola w 1204 roku przez wojska IV wyprawy krzyżowej usamodzielnił się. Nie chciał uznać zwierzchności cesarstwa nicejskiego. W 1223 flota nicejska nie zdołała opanować wyspy. W 1226 Leon Glabas uznał jednak zwierzchność Jana III Dukasa Watatzesa (1222–1254). W 1234 odparł inwazję floty cesarskiej na wyspę i zawarł antynicejski sojusz z Republiką Wenecką. Zmarł około 1240 roku. Władzę po nim objął jego brat Jan Gabalas.